# Kínai írásstílusok
Hagyományosan, a kínai kalligráfiában és általában az írás gyakorlatában mind a mai napig alapvetően öt fő írásstílust különböztetnek meg, amelyek a történelem során kialakult legfontosabb írásformák.

## Stílusok
A történelem során a kínai kultúra nagy hatást gyakorolt a környező országokra és népekre, különösen Japánra, Koreára és Vietnámra. Mindhárom ország kisebb változtatásokkal átvette a kínai államszervezés gyakorlatát, valamint a kínai „elit kultúra” több elemét, ezzel együtt a kínai nyelvet és írást is. E három országban sokáig a kínai írásrendszer volt az írásbeliség egyetlen eszköze, annak ellenére, hogy egyik nemzet nyelve sem áll rokonságban a kínaival. Amikor e népek találkoztak a kínai kultúrával, még nem rendelkeztek saját írásrendszerrel. Éppen ezért eleinte nem csak az írásjegyeket vették át, hanem az egész kínai írott nyelvet, s csak később kezdték el saját nyelvüket a kínai írásjegyek felhasználásával leírni, rögzíteni. Éppen ezért a következő táblázatban az öt kínai írásstílus japán, koreai és vietnámi elnevezése is olvasható.
| Magyarul                         | Kínaiul (trad.) Japánul (Kandzsi) Koreaiul (Handzsa) Vietnámiul (Hán tự) | Kínaiul (egysz.) | Kínaiul (Pinjin és magyaros) | Japánul (Hepburn és magyaros) | Koreaiul (Hangul) | Koreaul (Átdolgozott és magyaros) | Vietnámiul (Quốc ngữ) |
| -------------------------------- | ------------------------------------------------------------------------ | ---------------- | ---------------------------- | ----------------------------- | ----------------- | --------------------------------- | --------------------- |
| Pecsétírás (Kis pecsétírás)      | 篆書                                                                     | 篆书             | Zhuànshū, csuansu            | Tensho, tenso                 | 전서              | Jeonseo, csonszo                  | Triện thư             |
| Kancellár írás (Hivatalnok írás) | 隸書 (Jpn: 隷書)                                                         | 隶书             | Lìshū, lisu                  | Reisho, reiso                 | 예서              | Yeseo, jeszo                      | Lệ thư                |
| Félkurzív írás (Folyóírás)       | 行書                                                                     | 行书             | Xíngshū, hszingsu            | Gyōsho, gjóso                 | 행서              | Haengseo, hengszo                 | Hành thư              |
| Kurzív írás (Fű-írás)            | 草書                                                                     | 草书             | Cǎoshū, caosu                | Sōsho szóso                   | 초서              | Choseo, cshoszo                   | Thảo thư              |
| Szabályos írás (Standard írás)   | 楷書                                                                     | 楷书             | Kǎishū, kajsu                | Kaisho, kaiso                 | 해서              | Haeseo, heszo                     | Khải thư              |

|        |           |           |        |           |
| Pecsét | Kancellár | Félkurzív | Kurzív | Szabályos |

## Pecsétírás
Pecsétírásnak nevezik a kínai írás legkorábbi emlékeit képviselő jóslócsontokon látható jóslócsont-írás későbbi változatát, amely már a Shang (Sang)-korból származó rituális bronzedények vésett feliratain is megjelenik. Jellemzően a Csou (Zhou)-dinasztia korában használt úgy nevezett nagy pecsétírás valamennyi változata, illetve az i. e. 3. század végén, a Csin (Qin)-dinasztia idején végrehajtott az írásmódok egységesítése célzó központi írásreform során megalkotott úgy nevezett kis pecsétírás összefoglaló neve.

## Kancellár írás
A kancellár írás a kínai írás egyik változata, amely a Hadakozó fejedelemségek korában alakult ki a pecsétírással párhuzamosan. A Han-korban vált általánosan elterjedtté és lett a korabeli kínai írás hivatalos stílusa. A korábban létezett stílusok közül a leginkább alkalmas az ecsetírásra, épp ezért a kínai kalligráfia máig népszerű formája.

## Félkurzív írás
A félkurzív írás (vagy más néven: folyóírás) a kínai írás kézírásos változata, amely a Keleti Han-korban jelent meg, de máig általánosan használt forma. Jól lehet a hagyományos kínai íráshoz alakították, de az egyszerűsített kínai írásra is tökéletesen adaptálható volt, többek között azért, mert a hagyományos kínai írásjegyek egy részét, épp a félkurzív írás már korábban is használta összevonások alapján egyszerűsítették. Máig az egyik leggyakoribb kalligráfiai stílusnak számít.

## Kurzív írás
Már a Han-korban kialakult az akkor hivatalosnak számító kancellár írás könnyedebb, kevésbé szabályos kézírásos változata. A kurzív írás a kínai írásnak már olyan gyors vonalvezetésű, elnagyolt változata, amely a korábban kialakított szabályok közül első ránézésre szinte semmit nem tart be. Valójában a kurzív írásnak is megvannak a maga a sajátos szabályai. Jellegzetessége, hogy igen gyakran több írásjegyet is összekapcsol, az egyes írásjegyek egymáshoz viszonyított arányait, nagyságát pedig eltúlozza - kihangsúlyozza vagy épp elsorvasztja azokat. Nyilvánvaló, hogy nem általános használatra készült, hanem az egyéni stílus megjelenítésének kiváló és művészi eszköze. Nem csak olvasása kíván magas fokú szakmai tapasztalatot, hanem írásának igaza mestere is kevés akad. Épp ezért egy-egy kalligráfus mester sajátos, jellemző stílusát időről-időre mindig előszeretettel követték, utánozták.

## Szabályos írás
A szabályos írás, vagy kaj-su (kaishu) valamikor az i. sz. 1-2. században formálódott ki, első említése a 2. századból származik. A kaj-su (kaishu) egészen az 5. századig, az Északi és Déli dinasztiák koráig nem vált domináns írásstílussá. Ma ismert formáját a Tang-dinasztia idején nyerte el a korszak neves és kiváló kalligráfusainak alkotásai révén. A kaj-su (kaishu) alapvetően megőrizte a kancellár írás sajátos arányait és formajegyeit, épp csak valamivel keskenyebb és magasabb alakot öltött. Népszerűségét annak köszönhette, hogy az írásba ritmus került.